# Nowy Orlean
Nowy Orlean (ang. New Orleans, fr. La Nouvelle-Orléans) – miasto na południu Stanów Zjednoczonych, największe miasto stanu Luizjana oraz miasto na prawach parafii.
Według spisu powszechnego przeprowadzonego w roku 2020, liczba mieszkańców miasta wynosiła 384 tys., a jego obszaru metropolitalnego – 1,25 mln. Nowy Orlean został poważnie dotknięty przez huragan Katrina w sierpniu 2005 r., który zalał ponad 80% miasta, zabił ponad 1800 osób i wysiedlił tysiące mieszkańców, powodując znaczący spadek liczby ludności.
Nowy Orlean położony jest w bagnistej delcie rzeki Missisipi, na jej lewym brzegu, ok. 150 km od jej ujścia do Zatoki Meksykańskiej. Niedaleko miasta znajduje się jezioro Pontchartrain.
Przed wylewami Missisipi Nowy Orlean jest chroniony przez system tam i zapór.

## Historia
Nowy Orlean jako La Nouvelle-Orléans został założony przez francuskich osadników pod kierunkiem Jean-Baptiste’a Le Moyne de Bienville’a. Przybył on do Luizjany w 1699 roku. Utworzył pierwszy fort – Fort Maurepas, a w roku 1718 wybrał miejsce pod założenie miasta, które postanowił nazwać na cześć Filipa II Burbon-Orleańskiego. W roku 1722 stało się ono stolicą francuskiej Luizjany.
W 1762 roku przeszło pod panowanie Hiszpanii. W 1801 roku na krótko wróciło ponownie pod władanie napoleońskiej Francji. W 1803 roku wraz z terytorium Luizjany sprzedane przez Napoleona Bonaparte Stanom Zjednoczonym. Na początku roku 1815 podczas ostatnich tygodni wojny brytyjsko-amerykańskiej brytyjska ekspedycja podjęła próbę zdobycia miasta. Brytyjski szturm generalny na amerykańskie umocnienia pod miastem, przeprowadzony 8 stycznia 1815 roku i zwany bitwą pod Nowym Orleanem, został krwawo odparty przez Amerykanów.
Szybki rozwój Nowego Orleanu datuje się od początku XIX wieku, kiedy wraz ze stopniowym uregulowaniem rzeki Missisipi i rosnącym amerykańskim osadnictwem nad jej brzegami port w Nowym Orleanie stał się oknem na świat dla ogromnej połaci Ameryki Północnej. W 1840 roku miasto liczyło już 102 tys. mieszkańców i było największym miastem amerykańskiego Południa, jak również czwartym co do liczby ludności miastem w Stanach Zjednoczonych.
W latach 1812–1849 miasto to było stolicą stanu Luizjana, następnie przeniesioną do Baton Rouge. W 1861 r. Luizjana ogłosiła wystąpienie z Unii i przystąpienie do Skonfederowanych Stanów Ameryki. Skutkiem powstania tego państwa była wojna secesyjna. Miasto zostało zdobyte zaledwie rok później. Poddało się bez walki flocie US Navy, która przedarła się przez ogień broniących je fortów (zobacz: Kampania na Missisipi). Po zakończeniu wojny miasto było ponownie stolicą stanu w latach 1865–1880.
Rozbudowa miasta w XX wieku, ze względu na położenia poniżej poziomu wód, ograniczała się do wyżej położonych terenów lub w sposób naturalny odgrodzonych. Zabudowa układała się w kształt półksiężyca, stąd nadawany wówczas przydomek The Crescent City. W 1910 roku rozpoczęto plan osuszenia miasta za pomocą systemu pomp i kanałów, które odprowadzały wodę do jeziora Pontchartrain. Niekorzystnym skutkiem osuszania miasta okazało się jego dalsze obniżanie i zwiększanie depresji. W ten sposób wzrosło ryzyko zalania miasta w wypadku, kiedy system wałów i zapór zostałby przerwany lub opady atmosferyczne byłyby na tyle duże, że przekroczyłoby to wydajność pomp odwadniających. Ostrzegano przed naturalną katastrofą, w wyniku której w centrum Nowego Orleanu powstałoby jezioro o głębokości do 9 metrów, którego wypompowanie zajęłoby przynajmniej kilka miesięcy. Ten pesymistyczny scenariusz sprawdził się z nadejściem huraganu Katrina.

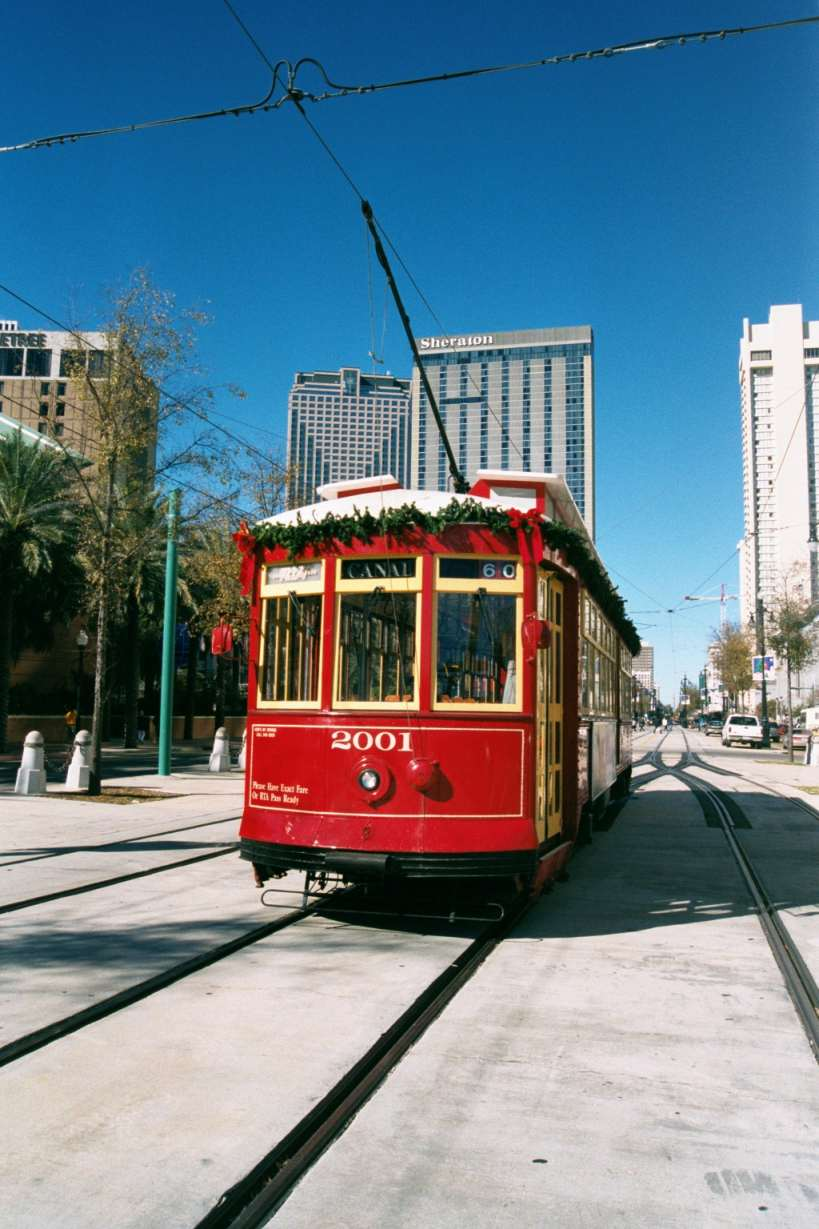
Tramwaj w Nowym Orleanie

W XX wieku, wprowadzono wiele „modernizacji”, które ujęły naturalnego, historycznego uroku miasta. W ramach programu robót publicznych całkowicie wybetonowano brzeg jeziora Pontchartrain. Ze względu na turystyczny boom pod koniec XX wieku, przeprowadzono renowacje w celu przywrócenia pierwotnych cech. Ponownie uruchomiono część zawieszonych linii tramwajowych, a wielu budynkom przywrócono historyczny wystrój.

### Huragan Katrina

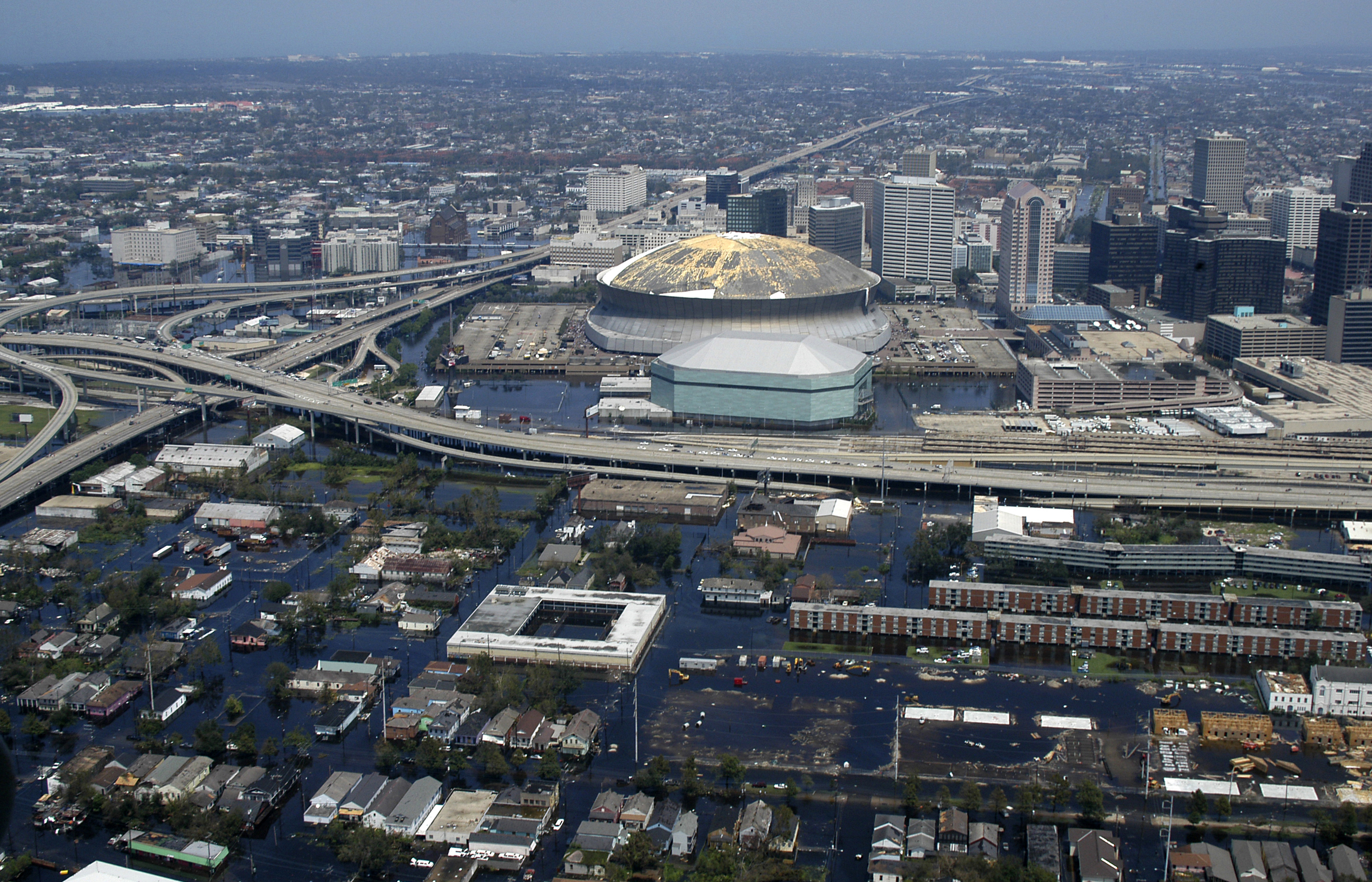
Stadion Superdome i zalane centrum Nowego Orleanu

29 sierpnia 2005 roku w miasto uderzył potężny Huragan Katrina. Dzień wcześniej władze miasta ogłosiły przymusową ewakuację mieszkańców. Część z nich opuściła miasto, ale wielu, szczególnie biednych, pozostało w swoich domach lub udało się do wyznaczonych publicznych schronów. Większość powierzchni Nowego Orleanu leży poniżej poziomu morza. Istniało duże prawdopodobieństwo, że wiatry huraganu spiętrzą wodę i przełamią groble otaczające miasto, które w konsekwencji zostanie zalane wodą. Huragan jednak w ostatniej chwili skręcił nieco na wschód i jego środek przeszedł obok miasta tak, że szkody wyrządzone bezpośrednio przez jego wiatry okazały się stosunkowo małe. Z tego powodu w pierwszych godzinach po przejściu huraganu wydawało się, że miasto po raz kolejny w swojej historii wyszło z tarapatów obronną ręką. Jednak następnego dnia okazało się, że wały przeciwpowodziowe otaczające miasto zostały przełamane w kilku punktach. W konsekwencji woda wlała się powoli do miasta i zalała około 80% jego powierzchni.
Od czwartku, 1 września, poziom wody w mieście przestał wzrastać, gdyż wyrównał się z poziomem wód w przylegającym jeziorze Pontchartrain. Rozpoczęły się prace nad naprawą wałów przeciwpowodziowych i wznowieniem działania miejskich przepompowni, które miały umożliwić wypompowanie wody z zalanych terenów. System pomp jest stałym elementem infrastruktury Nowego Orleanu, gdyż obfite deszcze powodujące lokalne podtopienia są tam codziennością. Nie było jednak jasne do jakiego stopnia pompy zostały uszkodzone przez powódź. Sprawę komplikował fakt, że woda w mieście była silnie zanieczyszczona, więc istniały obawy, że nawet po wypompowaniu mogła pozostawić niebezpieczny osad, który musiałby być dokładnie usunięty, zanim mieszkańcy mogliby wrócić do miasta.
Wszyscy mieszkańcy, którzy przetrwali huragan zostali objęci nakazem ewakuacji, która była organizowana jednak bardzo powoli. Do miasta nie docierała znacząca pomoc, na ulicach było bardzo mało policji i wojska. To spowodowało gwałtowny wzrost desperacji ludzi w mieście i rosnącą anarchię. Media podawały doniesienia o masowych rabunkach sklepów i dramatycznym wzroście przestępczości. Co najmniej kilkanaście tysięcy ludzi czekało na ewakuację na krytym stadionie Superdome w nieustannie pogarszających się warunkach. Sformułowane zostały plany przewiezienia ich autobusami do Houston i umieszczenia w kolejnym wielkim stadionie sportowym, Astrodome. W mieście zaczęło brakować żywności, lekarstw i wody pitnej. Miasto zostało pozbawione prądu i łączności ze światem. Członkowie lokalnych gangów okradali sklepy i bez skrupułów atakowali policjantów, którzy musieli wycofać się do swoich posterunków. Prasa notowała przypadki ostrzału helikopterów ratowniczych i pojazdów uczestniczących w akcji ratowniczej, choć później okazało się, że nic takiego nie miało miejsca. Nawet praworządni na co dzień mieszkańcy plądrowali miasto w poszukiwaniu żywności i wody pitnej. Ludzie uratowani ze swoich podtopionych domów umierali na ulicach. Tropikalny klimat dawał się we znaki starszym ludziom. Tysiące uciekinierów schroniło się w pobliżu centrum konferencyjnego nieopodal mostów na Missisipi (Crescent City Connection), gdzie nie mieli żywności ani wody.
W dramatycznym wywiadzie w czwartek wieczorem burmistrz Nowego Orleanu powiedział, że mimo zapowiedzi, do miasta nie dociera prawie żadna pomoc. W niecenzuralnych słowach wezwał rządzących krajem do zaprowadzenia porządku na ulicach i skrytykował ich za opieszałość w przyznawaniu pomocy dla dotkniętego powodzią regionu.
Sytuacja zaczęła poprawiać się dopiero w piątek 2 września, w piątym dniu po przejściu huraganu, kiedy na ulicach w końcu pokazały się pokaźne siły gwardii narodowej. Do wieczora ewakuowano większość ludzi zgromadzonych na stadionie Superdome. Do niedzieli, 4 września, ewakuowano resztę ludzi zgromadzonych w głównych punktach zbiorczych.
W drugim tygodniu po przejściu huraganu w mieście pozostało prawdopodobnie tylko kilka tysięcy mieszkańców, wielu z nich zdeterminowanych, by pozostać w swoich domach nawet jeśli są zalane wodą. Burmistrz ogłosił, że policja ma prawo usuwać ich siłą. Poziom wody w mieście obniżył się, ale 60% powierzchni miasta pozostawało nadal pod wodą, która z dnia na dzień stawała się coraz bardziej zanieczyszczona. Służby ratownicze rozpoczęły operację zbierania ciał, które były wysyłane do punktu zbiorczego w celu identyfikacji.
Opieszałość i nieudolność działań rządowych na wszystkich szczeblach wywołała głośną falę krytyki w Stanach Zjednoczonych i na świecie. Akcja ratownicza wykazała kompromitujący brak koordynacji między władzami miejskimi, stanowymi i federalnymi.
Z początku oceniano, że minie wiele tygodni lub nawet miesięcy, zanim mieszkańcy będą mogli wrócić do miasta. Ogromna liczba budynków została nieodwracalnie uszkodzona przez wodę. Wielu mieszkańców deklarowało mediom, że stracili wszystko i nie planują już nigdy ponownie zamieszkać w mieście. Z drugiej strony niektóre dzielnice miasta wyszły z huraganu prawie nieuszkodzone, a ich mieszkańcy rychło powrócili do swoich domów. Liczba ofiar śmiertelnych w mieście była trudna do ustalenia. Wstępne szacunki mówiły o kilku tysiącach zabitych. Ostatecznie zanotowano 1577 ofiar śmiertelnych w całym stanie Luizjana.
W dwa lata po kataklizmie (w sierpniu 2007 roku) ludność miasta oceniana była na 273 tys., w porównaniu do 485 tys. przed przejściem huraganu (w stosunku do lipca 2006 roku nastąpił wzrost o 50 000). Nadal trwają prace w celu usunięcia jego skutków. Choć większość miasta jest ponownie otwarta dla mieszkańców i dzielnice, gdzie straty były mniej dotkliwe ponownie funkcjonują, niektóre części miasta najbardziej dotknięte przez huragan mają nadal problem z zapewnieniem sprawnych usług miejskich. Najbardziej zniszczona dzielnica Lower Ninth Ward do dziś nie jest oficjalnie otwarta dla powrotu swoich mieszkańców.

## Gospodarka
Duży ośrodek przemysłowy, jeden z najważniejszych portów w USA. Ważny ośrodek
turystyczny.

## Życie kulturalne, zabytki i atrakcje turystyczne
Ważny ośrodek kulturalny – Nowy Orlean uważany jest za kolebkę jazzu.
W mieście odbywają się liczne festiwale jazzowe.
Nowy Orlean jest słynny na całym świecie z jedzenia. Bezkonkurencyjne specjalności zawierają m.in. smażone ciasteczka w kształcie kwadracików, zwane „French doughnuts”, czyli francuskie pączki.

## Religia

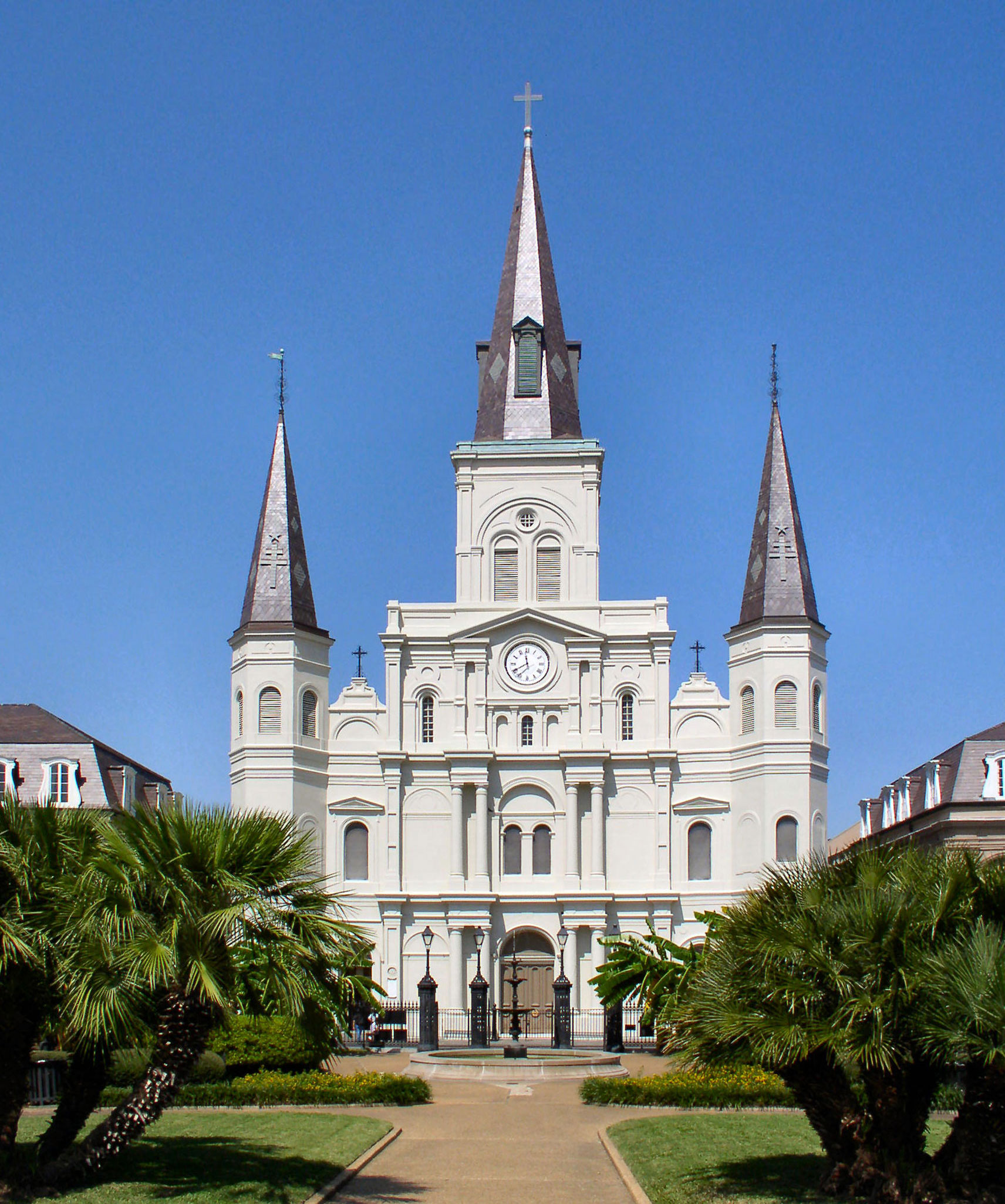
Katolicka katedra w Nowym Orleanie

Aglomeracja ma najwyższy odsetek katolików (42,1% deklaruje członkostwo), wśród amerykańskich metropolii liczących ponad 1 milion mieszkańców. Największe ugrupowania religijne w 2020 roku obejmowały:
- Kościół katolicki – 535,1 tys. członków w 130 parafiach,
- Kościoły baptystyczne – ok. 120 tys. członków w 352 zborach,
- bezdenominacyjne zbory ewangelikalne – 70 tys. członków w 228 zborach,
- Kościoły zielonoświątkowe (gł. Zbory Boże, FGCAI i Zjednoczony Kościół Zielonoświątkowy) – 30-40 tys. członków w 143 zborach,
- Kościoły metodystyczne – 31,1 tys. członków w 72 kościołach,
- społeczność muzułmańska – 17,6 tys. wyznawców w 12 meczetach,
- Kościoły anglikańskie – ponad 10 tys. członków w 26 kościołach,
- świadkowie Jehowy – 9,7 tys. wyznawców w 37 zborach.

## Zabytki i turystyka

### French Quarter

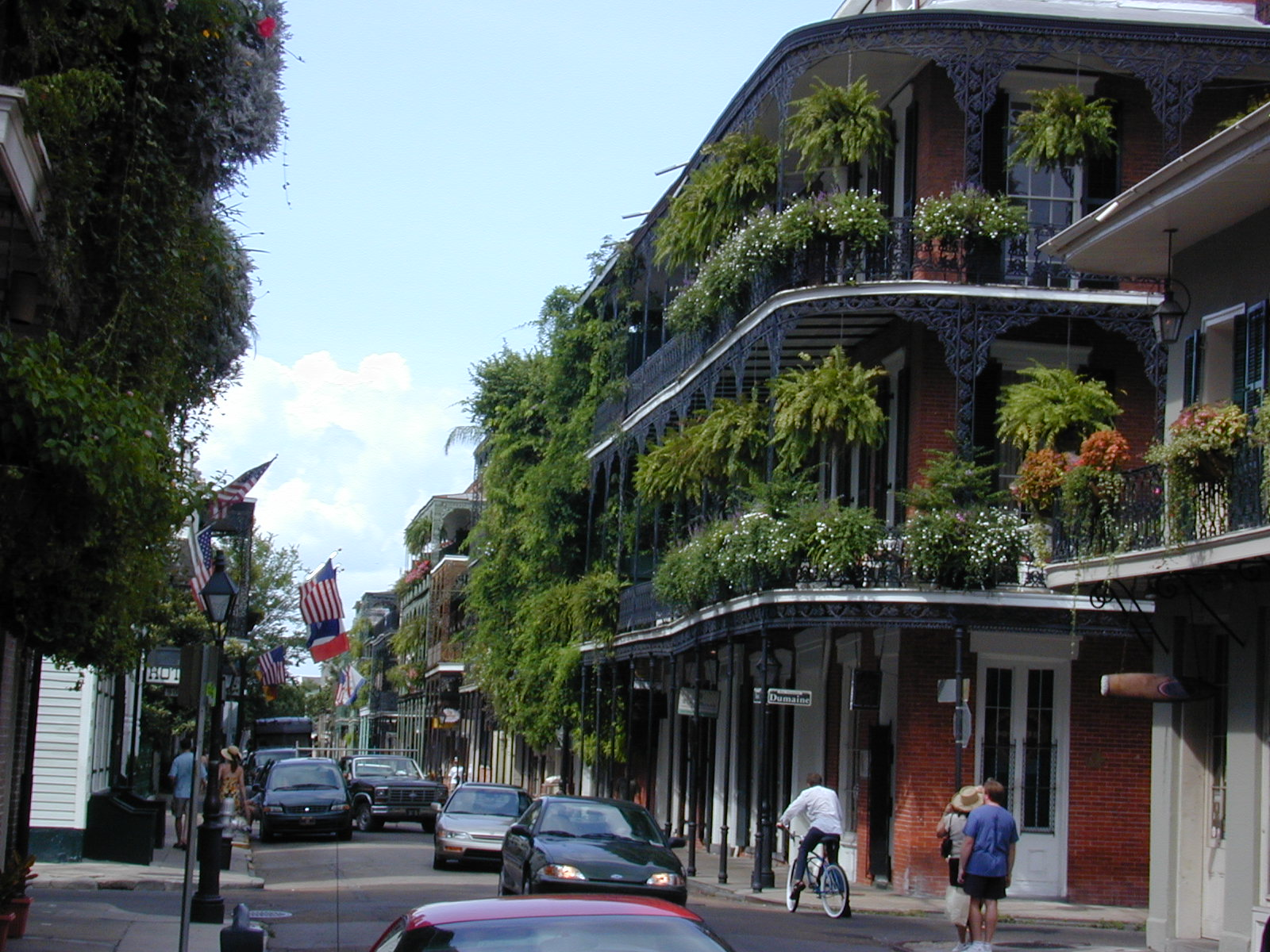
Pełne zieleni balkony są wizytówką French Quarter

Najstarsza część miasta. Zabytkowa zabudowa z okresu francuskiego i hiszpańskiego panowania (XVIII–XIX wiek). Murowane kamienice z charakterystycznymi balkonami i kolorowymi elewacjami. Turystyczne centrum miasta i całego regionu. Centralną ulicą French Quarter jest Bourbon Street, pełna restauracji i nocnych klubów, przyciągająca każdego wieczoru tłumy gości.

### Mardi Gras
Podczas nowoorleańskiego karnawału organizowanych jest wiele parad w niemal wszystkich częściach miasta (największa parada prowadzi przez St. Charls Ave). Głównym rekwizytem są kolorowe paciorki, którymi mężczyźni obdarowują urodziwe panie. Parady i zabawy do białego rana doskonale oddają rozwiązłą atmosferę Nowego Orleanu, zwanego często Big Easy.

### Cmentarze
Nowoorleańskie cmentarze są jedną z głównych atrakcji miasta. Zmarli są bowiem chowani w grobowcach różnych rozmiarów i kształtów, często zdobionych rzeźbami świętych i patronów. Niestety, władze miasta zalecają zwiedzanie nekropolii w większych grupach, ze względu na wandali i rabusiów, którzy upodobali sobie te rejony miasta.

### The National World War II Museum
Muzeum poświęcone II wojnie światowej. Zwiedzający mogą obejrzeć oryginalne wyposażenie armii amerykańskiej z czasów wojny oraz zapoznać się z multimedialnymi prezentacjami z tamtego okresu. Opisywane są głównie fazy wojny w których brali udział żołnierze Stanów Zjednoczonych. Można na przykład znaleźć omówienie historii Indiańskich szyfrantów, która zdobyła rozgłos po filmie fabularnym Johna Woo Szyfry wojny.
Gdy rozważano, gdzie wybudować narodowe muzeum II WŚ, gen. Eisenhower stwierdził, że Muzeum powinno znajdować się w Nowym Orleanie, gdyż barki, po których pływano na okolicznych bagnach, modernizowane w tutejszych stoczniach, służyły amerykańskim żołnierzom podczas D-Day. Początkowo nosiło nazwę D-Day Museum, którą Kongres Stanów Zjednoczonych zmienił w 2003 roku na obecną.

### Audubon Zoo
Zoo liczące 235 000 m², zlokalizowane na południowo-zachodniej części Nowego Orleanu, mającego charakter zamożnego przedmieścia, z inicjatywy i pod opieką Audubon Nature Institute. Mieszka w nim około 2 tysięcy gatunków zwierząt. Jedną z wielu atrakcji jest aligator albinos.

### Audubon Aquarium
W południowym narożniku zabytkowego French Quarter, na zachodnim brzegu Missisipi zlokalizowane jest olbrzymie Aquarium utworzone, podobnie jak Zoo, z inicjatywy i pod opieką Audubon Nature Institute. Spacer w podwodnym tunelu pozwala podziwiać uroki raf Zatoki Meksykańskiej oraz Morza Karaibskiego. W akwarium znajdują się między innymi olbrzymie płaszczki, marliny, tarpony, rekiny i wiele innych.

### Ogród botaniczny
Na północ od French Quarter, w parku miejskim (City Park), znajduje się ogród botaniczny. Ze względu na sprzyjające warunki klimatyczne (łagodzące sąsiedztwo oceanu oraz wysokie opady), park oferuje zapoznanie się z ponad 2000 gatunków roślin, z których większość można spotkać na terenie Luizjany, lecz nie brakuje także wielu gatunków tropikalnych i subtropikalnych z całego świata.

### Wycieczki poMissisipi
Jedną z atrakcji turystycznych Nowego Orleanu są wycieczki XIX-wiecznymi parowcami po Missisipi. Parowce mają swą przystań w południowej części wybrzeża French Quarter i płyną w kierunku ujścia rzeki. Po drodze mija się wiele miejsc historycznych, o których na statkach opowiadają przewodnicy.

## Mosty Nowego Orleanu

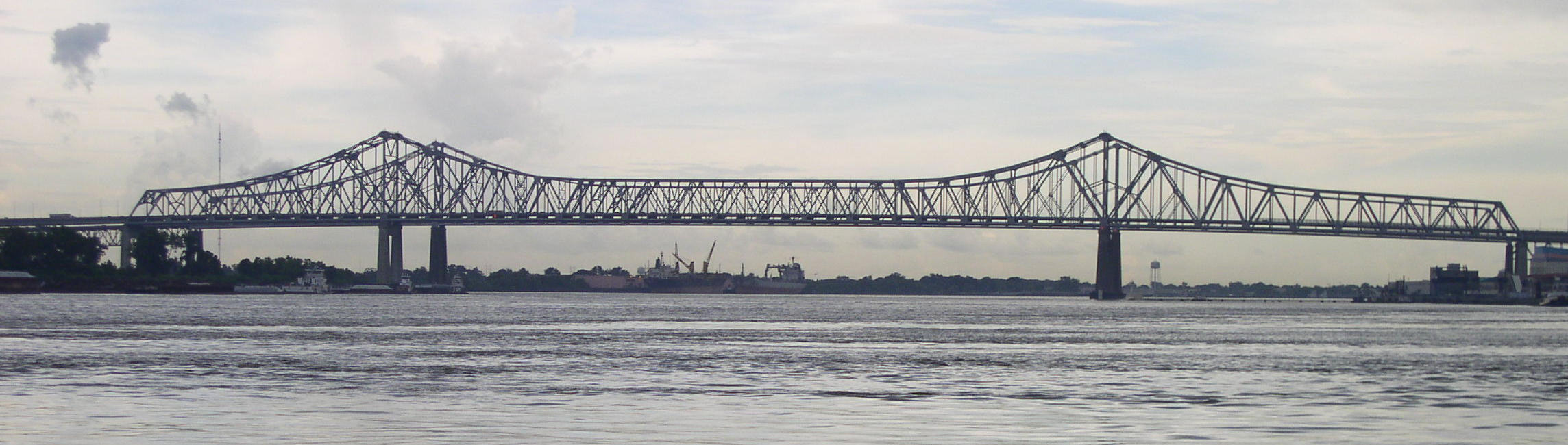
Widok na mosty Crescent City Connection, 2004

Nowy Orlean jest bardzo interesującym miastem dla miłośników konstrukcji mostowych. Od południa miasto graniczy z rzeką Missisipi, nad którą prowadzą jedynie dwie przeprawy mostowe:
- Crescent City Connection[17] – dwa mosty wspornikowe, przez które przebiega U.S. Highway 90. Pierwszy został otwarty w 1958 roku, w chwili obecnej czteropasmowy, wszystkie pasy prowadzą na wschodni (południowy) brzeg rzeki. Drugi most zbudowano w 1988 roku, zawiera sześć pasów ruchu – cztery prowadzące do centrum miasta (na zachodni/północny brzeg), dwa na przedmieścia. Dojazd do centrum jest płatny, droga powrotna pozbawiona jest opłat.

- Huey P. Long Bridge[18] – otwarty w 1935 roku most do dzisiaj jest najdłuższym mostem kolejowym w Stanach Zjednoczonych (7 km). Oprócz dwóch linii kolejowych posiada po dwa pasy przeznaczone dla ruchu samochodowego. Przejazd mostem jest bezpłatny. Na uwagę zasługuje wspaniała konstrukcja i długie rampy podjazdowe dla linii kolejowych.

Oprócz przepraw mostowych przez Missisipi dostępne są także połączenia promowe.
Od północy miasto otoczone jest wodami jeziora Pontchartrain, przez które prowadzi kilka przepraw mostowych.
- Lake Pontchartrain Causeway[19] – do 2011 najdłuższy most świata (38 422 m), pierwsza nitka zbudowana w 1956 roku, druga, równoległa powstała trzynaście lat później (1969).
- Twin Spans[20] – przeprawa mostowa we wschodniej części miasta, fragment Autostrady Międzystanowej I-10. Autostrada poprowadzona jest dwoma nitkami mostu. Dodatkowo zbudowana jest odnoga, która prowadzi do trzeciej nitki, pociągniętej kilka kilometrów na północny zachód, co tworzy nietypowe skrzyżowanie pośrodku wód jeziora. W sumie przeprawę tworzą cztery mosty, z których jeden jest wspomnianym wcześniej łącznikiem. Most ten mocno ucierpiał w czasie huraganu Katrina i dlatego nakładem 750 milionów dolarów w 2006 roku wzmocniono go i częściowo przebudowano[21].

Oprócz wymienionych wyżej mostów w mieście jest wiele mniejszych konstrukcji, prowadzących nad kanałami. Szczególnie efektowny jest przejazd autostradą I-10 w kierunku centrum, ze względu na szeroką panoramę miasta. W pobliżu lotniska Lakefront można także zobaczyć most w konstrukcji zwodzonej.

## Miasta partnerskie
- Ascona, Szwajcaria
- Caracas, Wenezuela
- Holdfast Bay, Australia
- Innsbruck, Austria
- Juan-les-Pins, Francja
- Maracaibo, Wenezuela
- Merida, Meksyk
- Matsue, Japonia
- Pointe-Noire, Kongo
- Tucumán, Argentyna
- Tegucigalpa, Honduras